# Natalia Vía-Dufresne
Natalia Vía-Dufresne Pereña (Barcelona, 10 de junio de 1973) es una deportista española que compitió en vela en las clases Europe, 470 y en vela de crucero; dos veces medallista olímpica de plata. Su hermana Begoña compitió en el mismo deporte.

## Trayectoria
Participó en cuatro Juegos Olímpicos de Verano, obteniendo dos medallas de plata: en Barcelona 1992 en la clase Europe, y en Atenas 2004 en la clase 470 (junto con Sandra Azón), el sexto lugar en Sídney 2000 (470) y el décimo en Pekín 2008 (470).
Ganó dos medallas de bronce en el Campeonato Mundial de 470, en los años 2000 y 2001, y dos medallas en el Campeonato Europeo de 470, oro en 2003 y plata en 2001. También obtuvo una medalla de bronce en el Campeonato Mundial de Europe de 1995 y una medalla de bronce en el Campeonato Europeo de Vela en Alta Mar Mixto de 2020.
En 1994 fue condecorada con la Medalla de Plata de la Real Orden del Mérito Deportivo. Estudió Fisioterapia en la Universidad Ramon Llull de Barcelona.
En 2023 se convirtió en gerente de operaciones de la sección femenina de la Copa América celebrada en 2024 en Barcelona.

## Palmarés internacional
| Juegos Olímpicos   | Juegos Olímpicos         | Juegos Olímpicos  | Juegos Olímpicos |
| Año                | Lugar                    | Medalla           | Clase            |
| ------------------ | ------------------------ | ----------------- | ---------------- |
| 1992               | Barcelona (España)       | Medalla de plata  | Europe           |
| Campeonato Mundial |                          |                   |                  |
| Año                | Lugar                    | Medalla           | Clase            |
| 1995               | Auckland (Nueva Zelanda) | Medalla de bronce | Europe           |

| Juegos Olímpicos   | Juegos Olímpicos        | Juegos Olímpicos  | Juegos Olímpicos |
| Año                | Lugar                   | Medalla           | Clase            |
| ------------------ | ----------------------- | ----------------- | ---------------- |
| 2004               | Atenas (Grecia)         | Medalla de plata  | 470              |
| Campeonato Mundial |                         |                   |                  |
| Año                | Lugar                   | Medalla           | Clase            |
| 2000               | Balatonfüred (Hungría)  | Medalla de bronce | 470              |
| 2001               | Koper (Eslovenia)       | Medalla de bronce | 470              |
| Campeonato Europeo |                         |                   |                  |
| Año                | Lugar                   | Medalla           | Clase            |
| 2001               | Dún Laoghaire (Irlanda) | Medalla de plata  | 470              |
| 2003               | Brest (Francia)         | Medalla de oro    | 470              |

| Campeonato Europeo | Campeonato Europeo | Campeonato Europeo | Campeonato Europeo |
| Año                | Lugar              | Medalla            | Clase              |
| ------------------ | ------------------ | ------------------ | ------------------ |
| 2020               | Génova (Italia)    | Medalla de bronce  | Doble mixto        |